# باتريك فايفر
باتريك فايفر (بالإنجليزية: Patric Pfeiffer؛ بالألمانية: Patric Pfeiffer) هو لاعب كرة قدم ألماني وغاني، ولد في 20 أغسطس 1999 في هامبورغ في ألمانيا. لعب مع دارمشتات 98 ونادي هامبورغ.

## وصلات خارجية
- باتريك فايفر على موقع الاتحاد الأوربي (الإنجليزية)
- باتريك فايفر على موقع قاعدة بيانات كرة القدم.إي يو (الإنجليزية)
- باتريك فايفر على موقع Soccerway.com (الإنجليزية)
- باتريك فايفر على موقع عالم كرة القدم.نت (الإنجليزية)